# Vische
Vische là một đô thị ở tỉnh Torino trong vùng Piedmont, có vị trí cách khoảng 35 km về phía đông bắc của Torino. Tại thời điểm 31 tháng 12 năm 2004, đô thị này có dân số 1.356 và diện tích 16,9 km².
Đô thị Vische có các frazioni (các đơn vị cấp dưới, chủ yếu là các làng) Pratoferro and Viscano.
Vische giáp các đô thị: Strambino, Vestignè, Borgomasino, Candia Canavese, Moncrivello, Mazzè, và Villareggia.